# Nathan Collins
Nathan Michael Collins, född 30 april 2001, är en irländsk fotbollsspelare som spelar för Brentford.

## Klubbkarriär
Den 24 juni 2021 värvades Collins av Burnley, där han skrev på ett fyraårskontrakt.
Den 12 juli 2022 värvades Collins av Wolverhampton Wanderers, där han skrev på ett femårskontrakt. Den 4 juli 2023 värvades Collins av Brentford, där han skrev på ett sexårskontrakt med option på ytterligare två år.

## Landslagskarriär
Collins debuterade för Irlands landslag den 12 oktober 2021 i en 4–0-vinst över Qatar, där han blev inbytt i den 77:e minuten mot Shane Duffy.